# 陡沟水库
陡沟水库是中国湖北省襄阳市宜城市境内的一座水库，位于汉江支流牌坊河上，建于1978年。水库正常库容为1490万立方米，集雨面积为37平方千米，海拔为141米。